# Kiểu nhân đồ
Kiểu hình nhân hay công thức nhiễm sắc thể (karyotype) là diện mạo khái quát của bộ nhiễm sắc thể được thể hiện thông qua số lượng và hình dáng của các nhiễm sắc thể trong nhân của một tế bào nhân thực. Thuật ngữ này cũng được sử dụng cho một bộ nhiễm sắc thể hoàn chỉnh của một loài hoặc một cá thể sinh vật và phục vụ cho việc kiểm tra và phát hiện bộ nhiễm sắc thể này hoặc đo số lượng.
Xét nghiệm kiểu hình nhân (Karyotyping) là quá trình mà kiểu hình nhân của một cá thể được xác định và thể hiện qua kiểu nhân đồ (karyogram hay idiogram). Kiểu nhân đồ mô tả về số lượng và hình dạng của các nhiễm sắc thể ở một sinh vật, được sắp xếp theo thứ tự về kích thước và vị trí tâm động của nhiễm sắc thể nếu chúng có cùng kích thước, các nhiễm sắc thể giới tính (X và Y) sẽ được xếp cuối cùng. Nghiên cứu về bộ nhiễm thể đầy đủ thỉnh thoảng được gọi là kiểu nhân học (karyology).

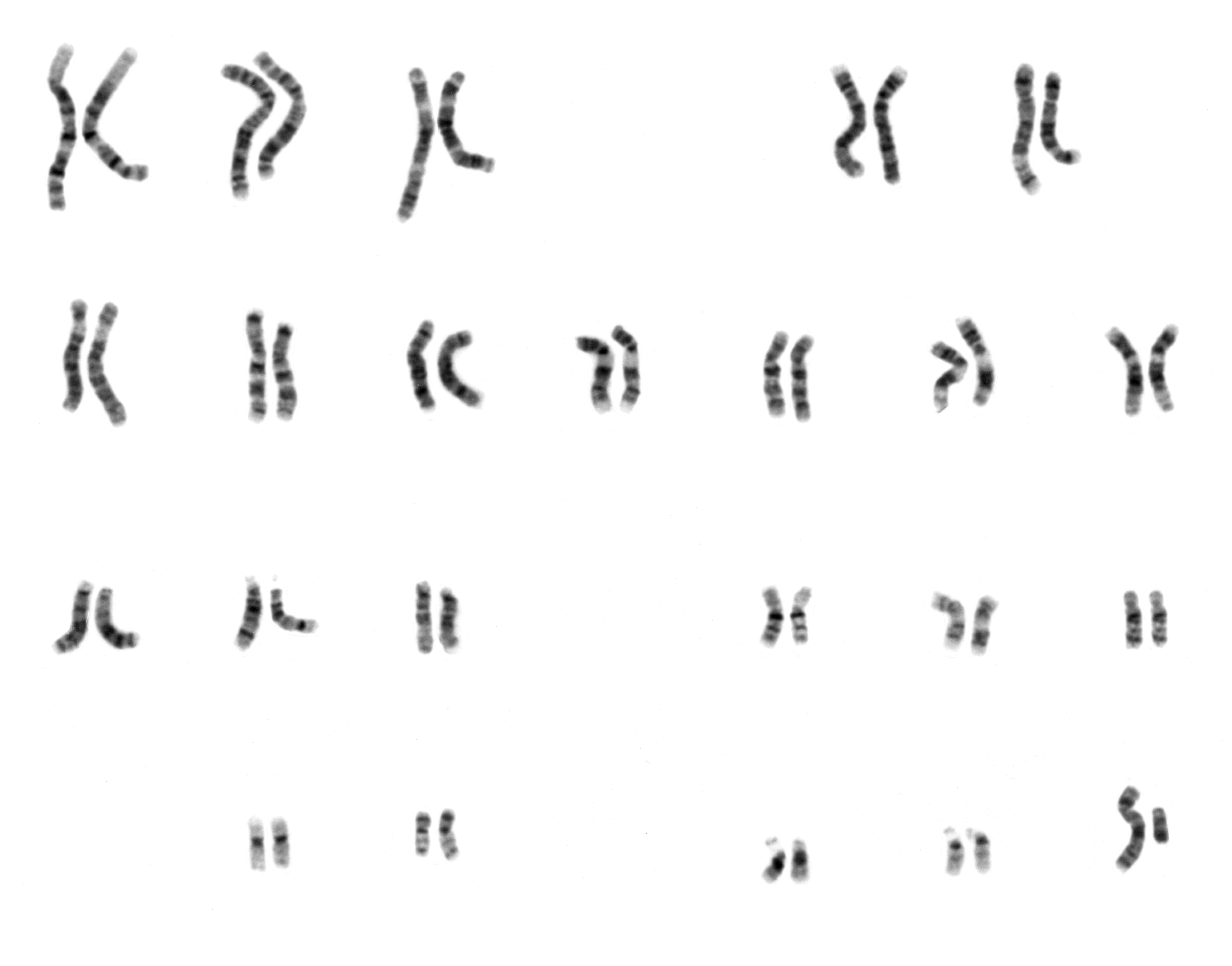
Kiểu nhân đồ của một người đàn ông sử dụng phương pháp nhuộm Giemsa

Số lượng nhiễm sắc thể cơ bản trong các tế bào sinh dưỡng của một cá thể hoặc một loài được gọi là số lượng soma (somatic number) và được ký hiệu là 2n. Ở các tế bào sinh dục thì số nhiễm sắc thể là n. Ví dụ ở người, số lượng nhiễm sắc thể của tế bào sinh trưởng là 2n = 46 và của tế bào sinh dục là n = 23; ở chuột (Mus musculus) (2n = 40) và ở tinh tinh (Pan troglodytes) (2n = 48). Vậy nên trong những tế bào lưỡng bội thông thường, các nhiễm sắc thể thường được biểu hiện bằng hai bản sao. Có thể hoặc có thể không có nhiễm sắc thể giới tính. Tế bào đa bội có nhiều bản sao nhiễm sắc thể và tế bào đơn bội chỉ có một bản sao duy nhất.
Kiểu hình nhân có thể được sử dụng với nhiều mục đích như nghiên cứu sự bất thường của nhiễm sắc thể, chức năng tế bào, quan hệ giữa các loài, y học và thu thập dữ liệu của các sự kiện tiến hóa trong quá khứ (karyosystematics).

## Quan sát kiểu hình nhân

Hình dạng nhiễm sắc thể ở các giai đoạn khác nhau trong quá trình nguyên phân.

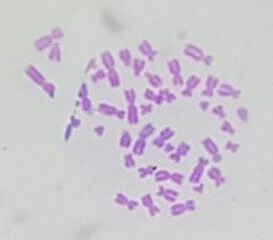
Ảnh hiển vi của nhiễm sắc thể người sau nhuộm Giemsa và trước khi tiến hành lập kiểu nhân đồ.

### Nhuộm
Xét nghiệm kiểu hình nhân được thực hiện bằng phương pháp nhuộm (thông thường sử dùng thuốc nhuộm Giemsa). Tế bào được chọn lọc từ các mô sống như máu, da, nhau thai, tủy xương hoặc khối u. Nhiễm sắc thể sẽ được phân lập từ các tế bào ở kỳ giữa hoặc kỳ giữa sớm trong quá trình nguyên phân bằng dung dịch colchicine; ở giai đoạn này, nhiễm sắc thể ở dạng xoắn cuộn và thu gọn, có thể quan sát rõ nhất. Để phương pháp nhuộm Giemsa được hiệu quả, các protein nhiễm sắc thể phải được loại bỏ trước khi nhuộm. Ở người, tế bào bạch cầu thường được sử dụng trong xét nghiệm kiểu hình nhân vì dễ kích thích phân bào. 

### Quan sát
Có 6 đặc điểm mà kiểu hình nhân thường được quan sát và so sánh:
1. Sự khác biệt về kích thước tuyệt đối của nhiễm sắc thể;
2. Sự khác biệt về vị trí của tâm động;
3. Sự khác biệt về kích thước tương đối của nhiễm sắc thể;
4. Sự khác biệt về số lượng cơ bản của nhiễm sắc thể;
5. Sự khác biệt về vị trí của các tùy thể;
6. Sự khác biệt về sự phân bố và mức độ của hàm lượng GC.